# Estação Lacoma

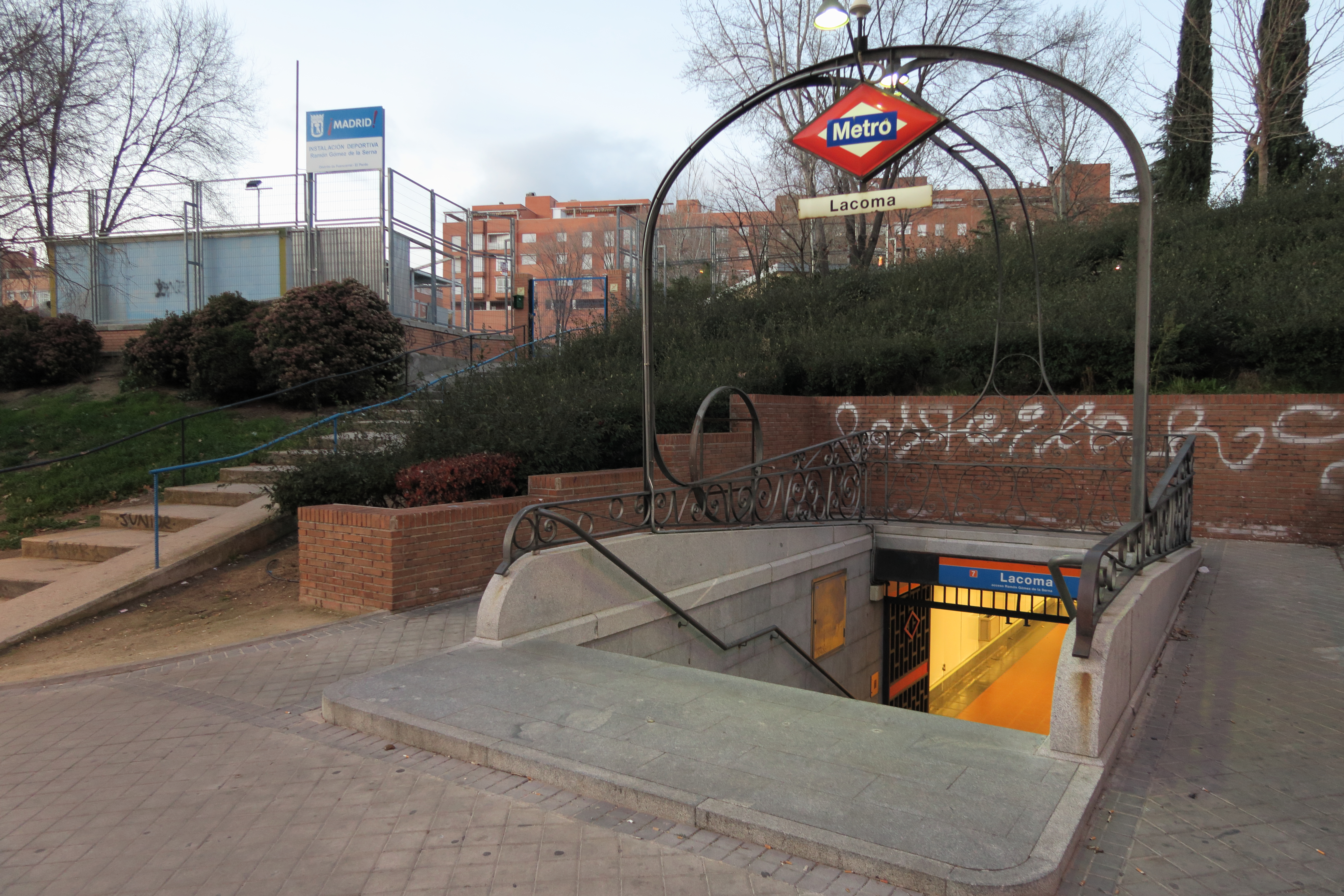
Acesso a estação

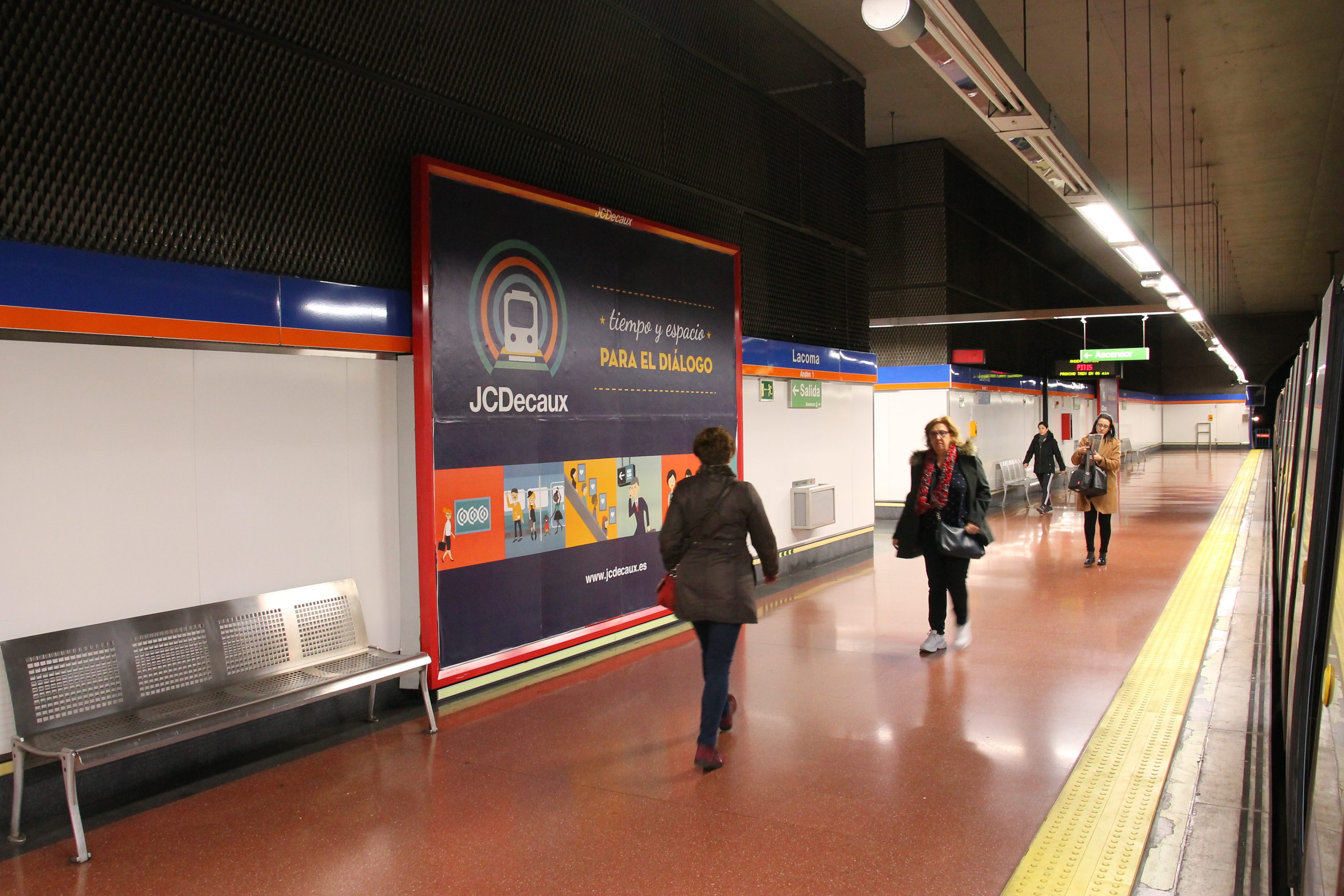
Plataforma de embarque

Lacoma é uma estação da Linha 7 do Metro de Madrid.

## História
Esta localizada abaixo da Calle Riscos de Polanco, no bairro de Peñagrande (distrito de Fuencarral-El Pardo)atendendo também ao bairro de Mirasierra.
A estação abriu ao público em 29 de março de 1999.